# Тринадесета пехотна дивизия
 Тази статия е за българската военна част.  За османската вижте Тринадесета пехотна дивизия (Османска империя).  
Тринадесета пехотна дивизия е българска военна част.

## Формиране
Тринадесета пехотна дивизия е формирана на 12 май 1913 г., непосредствено след Балканската война (1912 – 1913). Командването ѝ е поверено на генерал-майор Христо Луков, а в състава и влизат 62-ри, 63-ти и 64-ти пехотни полкове, 13-и артилерийски полк и 13-а пионерна рота. Разформирована е през юли 1913 г., когато влиза в състава на 10-а пехотна беломорска дивизия.

## Междусъюзническа война (1913)
През Междусъюзническа война (1913) дивизията се командва първоначално от генерал-майор Христо Луков, след което от генерал-майор Иван Попов и като част от 3-та армия воюва срещу сръбската армия.

## Наименования
През годините дивизията носи различни имена според претърпените реорганизации:
- Втора пехотна резервна дивизия (12 май 1913 – 17 май 1913)
- Тринадесета пехотна дивизия (17 май 1913 – юли 1913)

## Началници
Званията са към датата на заемане на длъжността.
| №  | звание        | име          | дати                   |
| -- | ------------- | ------------ | ---------------------- |
| 1. | Генерал-майор | Христо Луков | 12 май 1913 – юни 1913 |
| 2. | Генерал-майор | Иван Попов   | юни 1913 – юли 1913    |